# Michel Samper
Michel Samper, né à Valentine, Haute-Garonne, le 1er mai 1943, est un athlète français, spécialiste du sprint et du demi-fond.

## Palmarès
- 31 sélections en équipe de France A
- Champion de France du 400 m en 1965 (46 s 9)
- Champion de France du 800 m en 1967 (1 min 47 s 9)
- Il a contribué à améliorer par 3 fois le Record de France du relais 4 × 400 mètres en 1963, 1964 et 1966.
- Il est l'actuel codétenteur du Record de France du relais 4 × 800 mètres en salle avec Maurice Lurot, Gérard Vervoort et Jean-Claude Durand avec le temps de 7 min 25 s 8 (Stuttgart 14 février 1964).

## Meilleurs temps
| Épreuve | Performance  | Lieu   | Date       |
| ------- | ------------ | ------ | ---------- |
| 400 m   | 46 s 6       | Prague | 13/08/1966 |
| 800 m   | 1 min 47 s 9 | Paris  | 30/07/1967 |

## Rôle associatif
Licencié au  PUC (Paris Université Club), Michel Samper a été président du club de 1999 à 2019. Depuis 2008, il est président du Groupement des internationaux français d'athlétisme.